# Château de Genoud
Le château de Genoud est un ancien château fort du début du XIVe siècle reconstruit aux XVe et XVIe siècles et restauré, centre de la seigneurie de Genost, qui se dresse sur le territoire de la commune française de Certines, dans le département de l'Ain en région Auvergne-Rhône-Alpes.
Le château est partiellement inscrit aux monuments historiques.

## Localisation
Le château de Genoud est situé sur la commune de Certines, à 0,5 kilomètre au sud du bourg, dans le département français de l'Ain.

## Historique

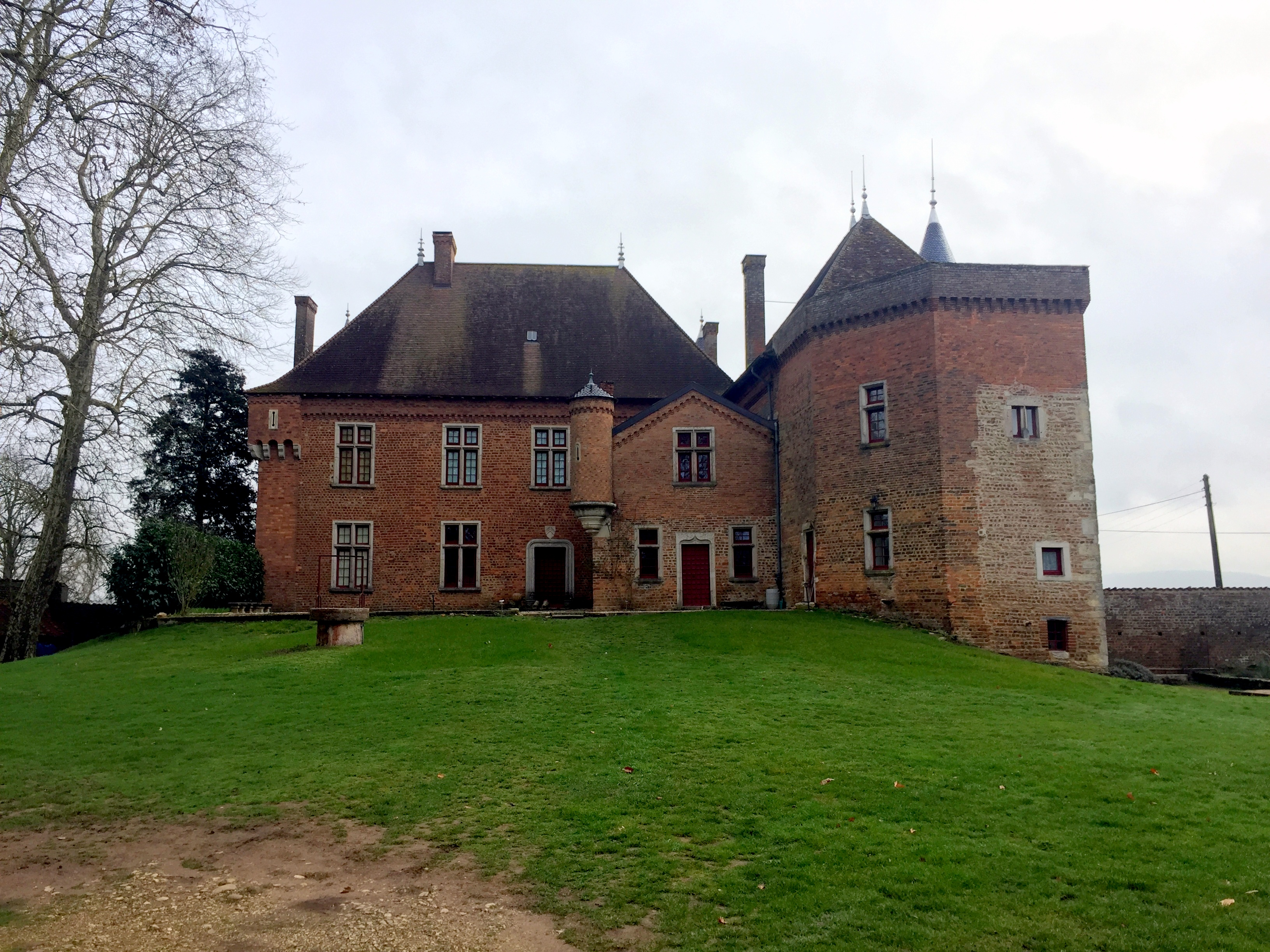
Vue proche du château.

Le château, possession des nobles de Genost cités depuis le début du XIVe siècle, est reconstruit aux XVe et XVIe siècles, puis restauré.
La seigneurie en toute justice et avec château est la possession en 1300-1330 de Pierre de Genost, chevalier, dont la famille s'éteignit vers 1530, en la personne d'Antoinette de Genost. Des filles qu'Antoinette avait eues de deux lits, cette terre passa, en 1587, à François de la Cous et à Claude de la Cous, sénateur au sénat de Savoie. Ce dernier la vend, avec clause de réméré, le 15 décembre 1608, à Philibert de La Chambre, seigneur de Sainte-Hélène, qui n'en jouit que quelque temps.
Le 23 mars 1624, la terre fut judiciairement adjugée à Hector de Bellet, écuyer, qui la laissa à Philippe de Bellet, son frère, dont la fille unique la porta en mariage à Jean Catin, seigneur de Villette, conseiller au parlement de Dijon, mort en 1709. Genost passa depuis, par voie de succession, à la famille Espiard de la Cous.

## Protection aux monuments historiques
Les façades et toitures du château et de ses dépendances incluant le puits, son enceinte, son allée de platanes ainsi que la surface des parcelles sont inscrits au titre des monuments historiques par arrêté du 28 août 2006.